# Lysande skylt
Lysande skylt var en årlig återkommande tävling om Stockholms vackraste klassiska ljusreklam som genomfördes första gången mellan 1997 och 1999, och som från 2011 arrangerades av Stadsmuseet i Stockholm. 2017 var sista året priset delades ut.
Stadsmuseet i Stockholm ville med utmärkelsen Lysande skylt visa museets uppskattning och hylla dem som äger och vårdar klassisk ljusreklam. Priset utgjordes av en minnesskylt som är utformad som Stomatolskyltens tandborste och tandkrämstub med text "LYSANDE SKYLT" istället för "STOMATOL". Stadsmuseet beslöt att tävlingen skulle ställas in efter Lysande skylt 2017.

## Historik

### Bakgrund

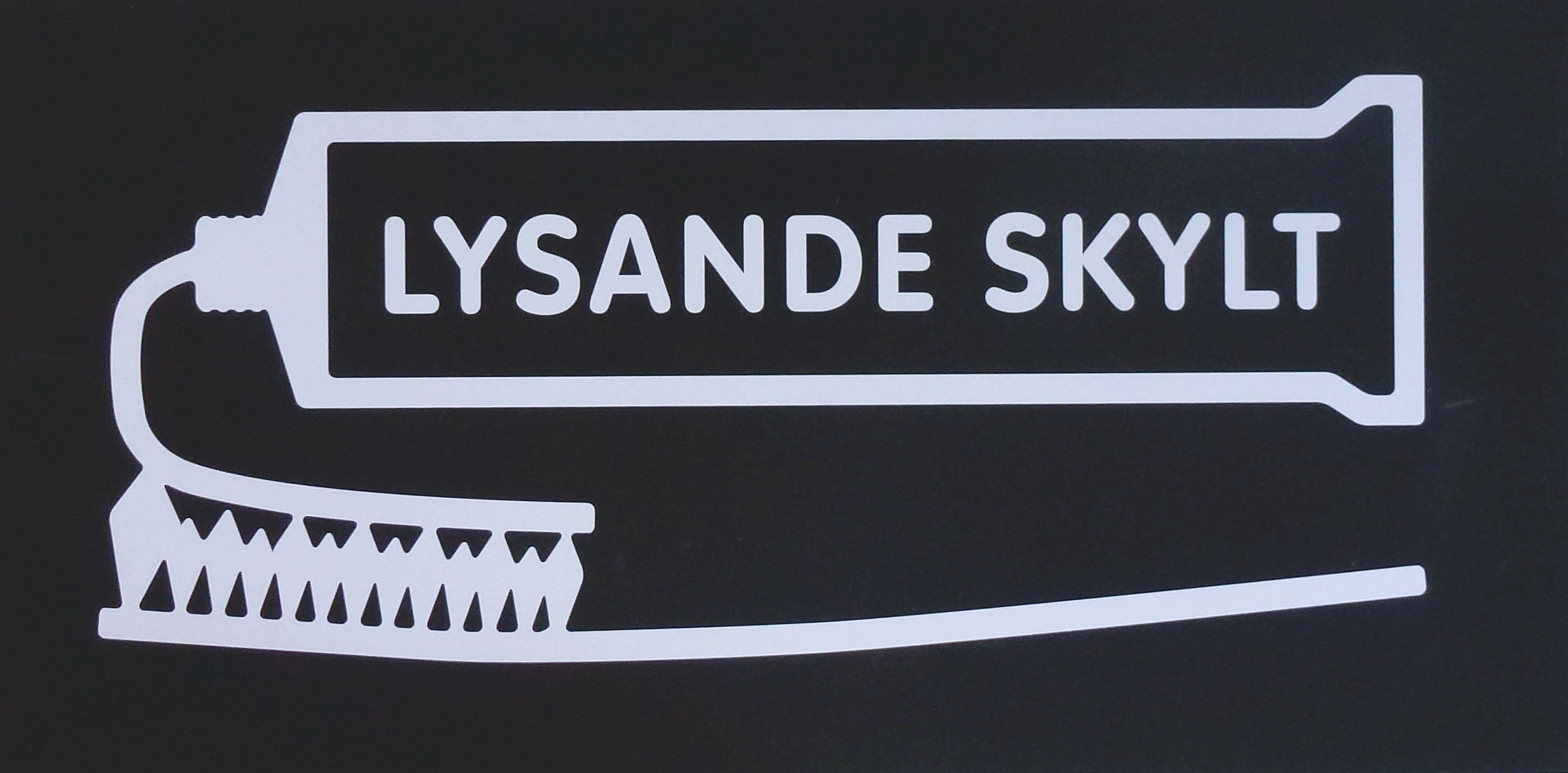
Stomatolskyltinspirerat prismotiv.

Eftersom klassisk ljusreklam har dåligt skydd i lagen, men ofta anses vara en kulturskatt, skapades priset av den ideella föreningen Stadsljusgruppen 1997 för att uppmärksamma och därigenom skydda äldre ljusreklam. Åren 1997 och 1998 utsågs vinnare av diplomen Lysande skylt, ett pris till ägare av klassisk ljusreklam med uppmaningen att vårda kulturarvet. Bakgrunden var att Stockholms äldsta neonskylt, biografen Palladiums skylt från 1926, revs under år 1996.
Stadsmuseet i Stockholm tog år 2011 över utmärkelsen och ville genom Lysande skylt uppmuntra till att bevara äldre ljusskyltar. Årligen i september nominerar en jury ett antal skyltar, baserat på tips och på inventeringar av ljusskyltar som Stadsmuseet gjort. Därefter får stockholmarna rösta fram sin favoritskylt. Röstning görs på Stadsmuseets facebooksida och med röstsedlar på Stadsmuseet i Stockholm. Omröstningen avgör vem som får motta utmärkelsen Lysande skylt.

### Lysande skylt år 1997
- "Stomatol", Slussen.

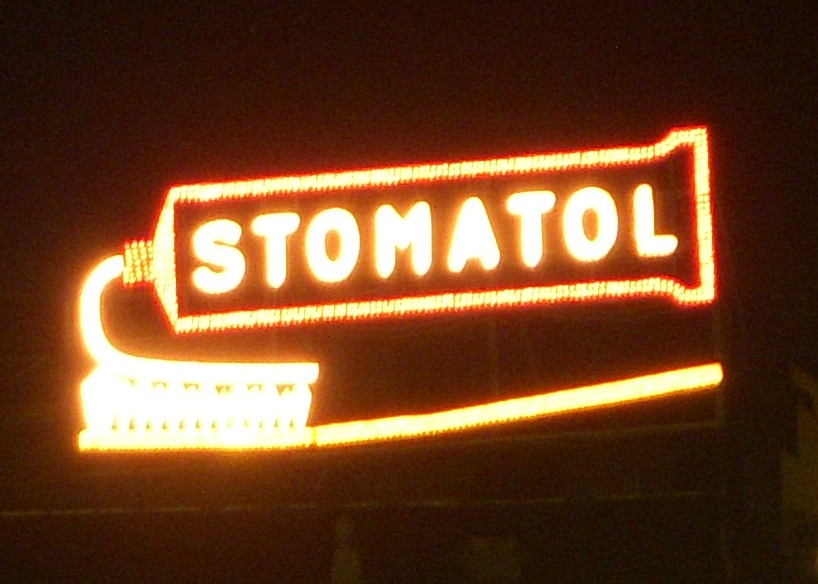
Stomatol

- "Stämplar", Vasagatan 16 (nertagen).
- "Kemtvätt", S:t Eriksgatan 12.
- "Draken", Fridhemsplan (släckt år 2009, men renoverad och åter tänd 2012).
- "Palladium", Biograf Palladiums skylt, Kungsgatan 26 (nertagen).

### Lysande skylt år 1998
- "Risbergs bokhandel" (nertagen), Sveavägen 39.
- "Chinateatern", Berzelii park 9.
- "Färg", f.d. Engwall och Claesson färghandel, Tomtebogatan 14 (nertagen)

### Lysande skylt år 2011

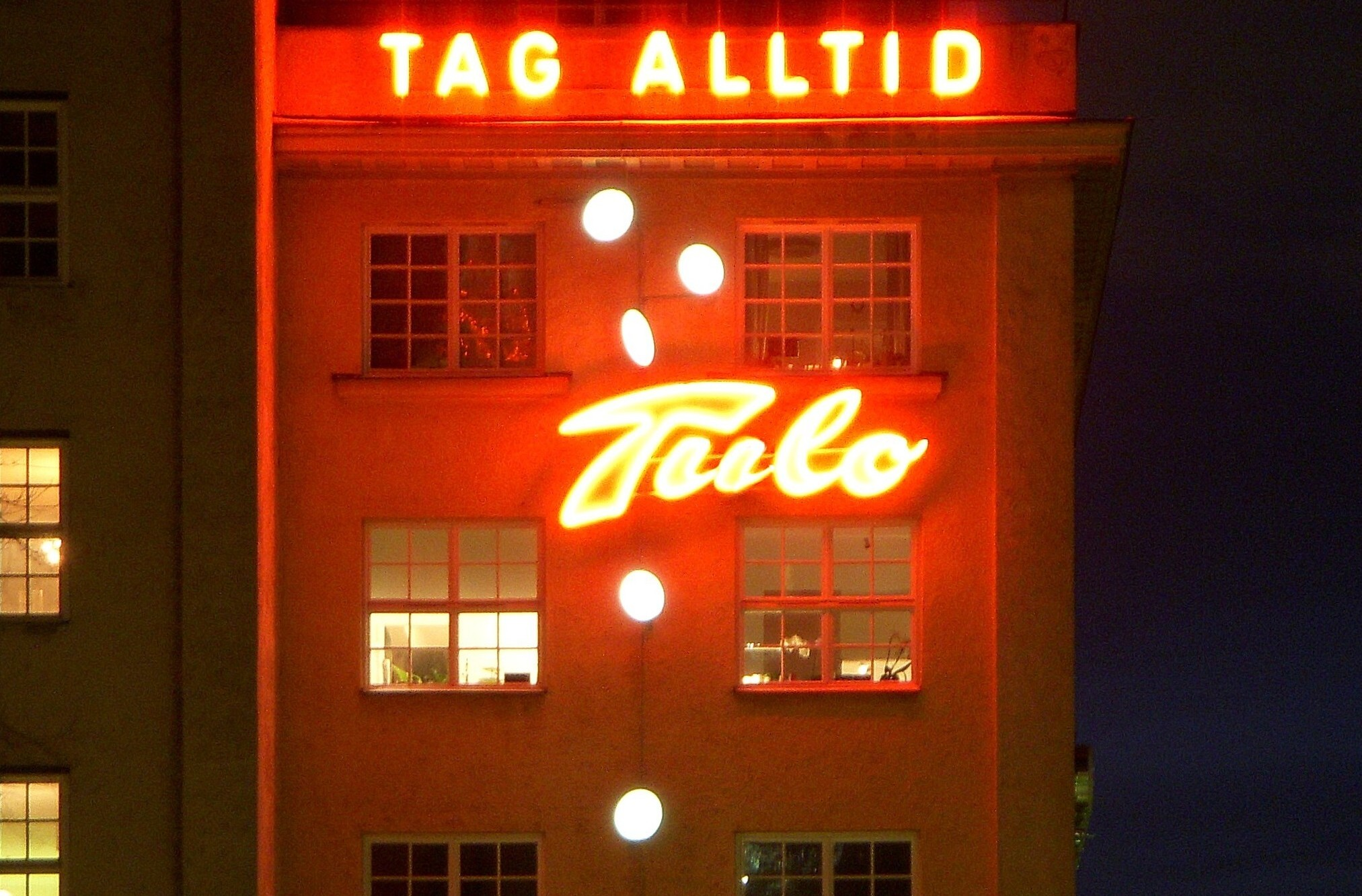
Tag alltid Tulo

År 2011 vann Tuloskylten vid S:t Eriksbron. Tuloskylten är från 1958 och renoverades på 1990-talet. Sammanlagd 541 personer röstade fram Tuloskylten.
Motiveringen lyder:
| ” | Tulo är klassisk ljusreklam, en animerad lekfullhet med smakfullt trillande tabletter, till glädje sedan mer än femtio år. Tulo är en omistlig ljuspunkt i Stockholm. | „ |

Nominerade var:
- "Tag alltid Tulo", vid S:t Eriksbron.
- "Restaurang Tennstopet", Dalagatan 50.
- "Biografen Victoria", Götgatan 67.
- Husnummer "48", i blå- och vitlysande neonrör ovanför entrén till Kungsgatan 48.

### Lysande skylt år 2012

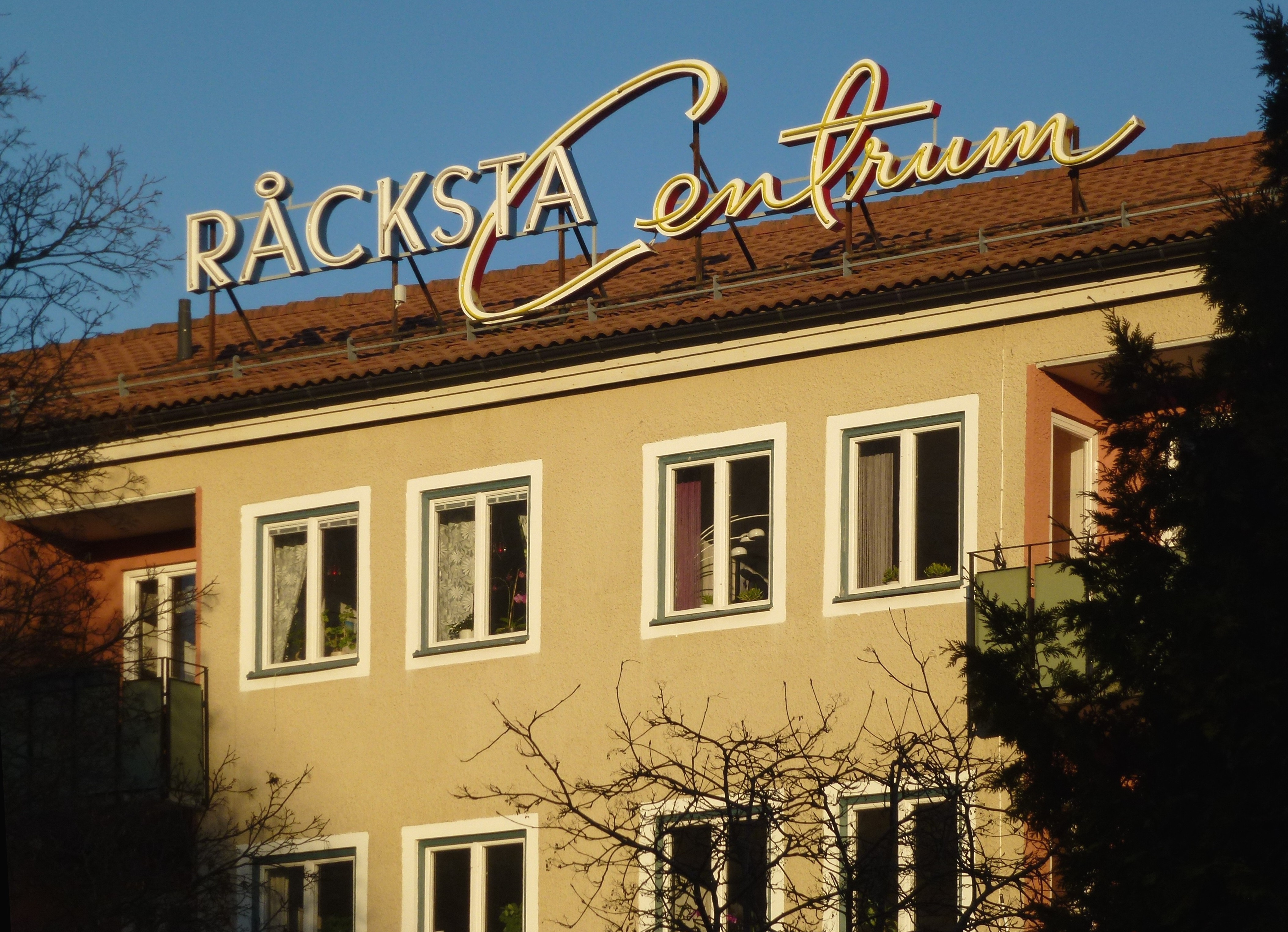
Råcksta Centrum

År 2012 vann skylten Råcksta Centrum i Råcksta. Skylten är från 1950-talet och renoverades 2011. Sammanlagt 370 personer var med och röstade fram Råckstaskylten.
Motiveringen lyder:
| ” | Råcksta Centrum i neon lyser både kaxigt och lågmält. Skylten stiger mot natthimlen i en elegant kombination av rörelse och dynamik. 1950-talets kulturarv tänds varje kväll i Råcksta. | „ |

Nominerade var:
- "Råcksta Centrum", Råcksta.
- "DN-skylten", Marieberg.
- "NK-klockan", Hamngatan 18–20.
- "Drick Ramlösa", Tegelbacken.

### Lysande skylt år 2013

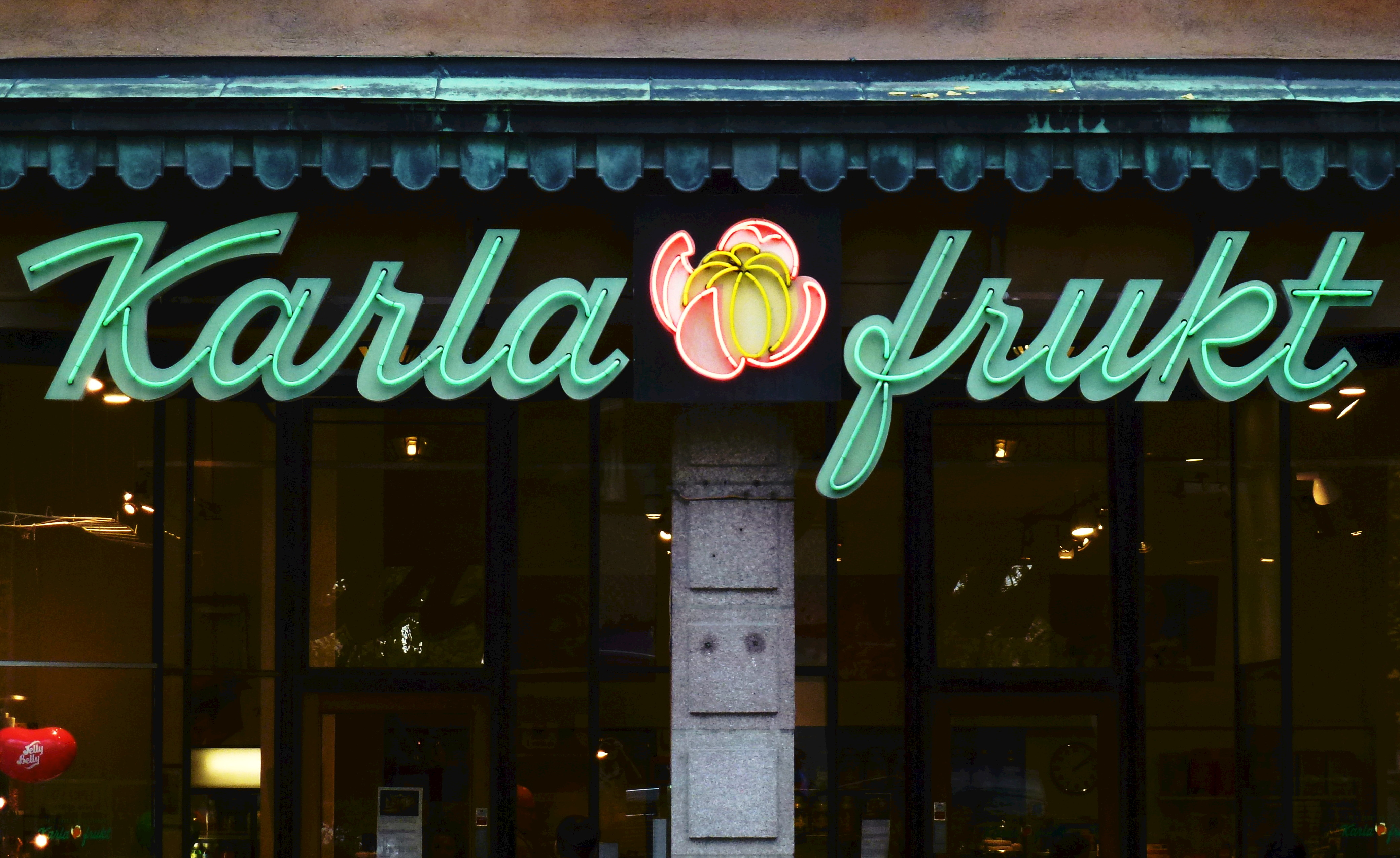
Karla frukt

År 2013 vann skylten Karla frukt  vid Karlavägen 72 på Östermalm. Skylten är från 1960-talet och ritades av frukthandlaren Nils Tauson samt tillverkades av skyltföretaget Morneon.
Motiveringen lyder:
| ” | En ljusskylt som toppas med en neonapelsin, mot en bakgrund i grönt, lockar till fruktaffären. Sedan 1960-talet pryder Karla frukt sin plats i Stockholm by night. | „ |

Nominerade var:
- "Karla frukt", Karlavägen 72
- "T-symbolen", Stockholms tunnelbana
- "Sagaskylten", Kungsgatan 24

### Lysande skylt år 2014

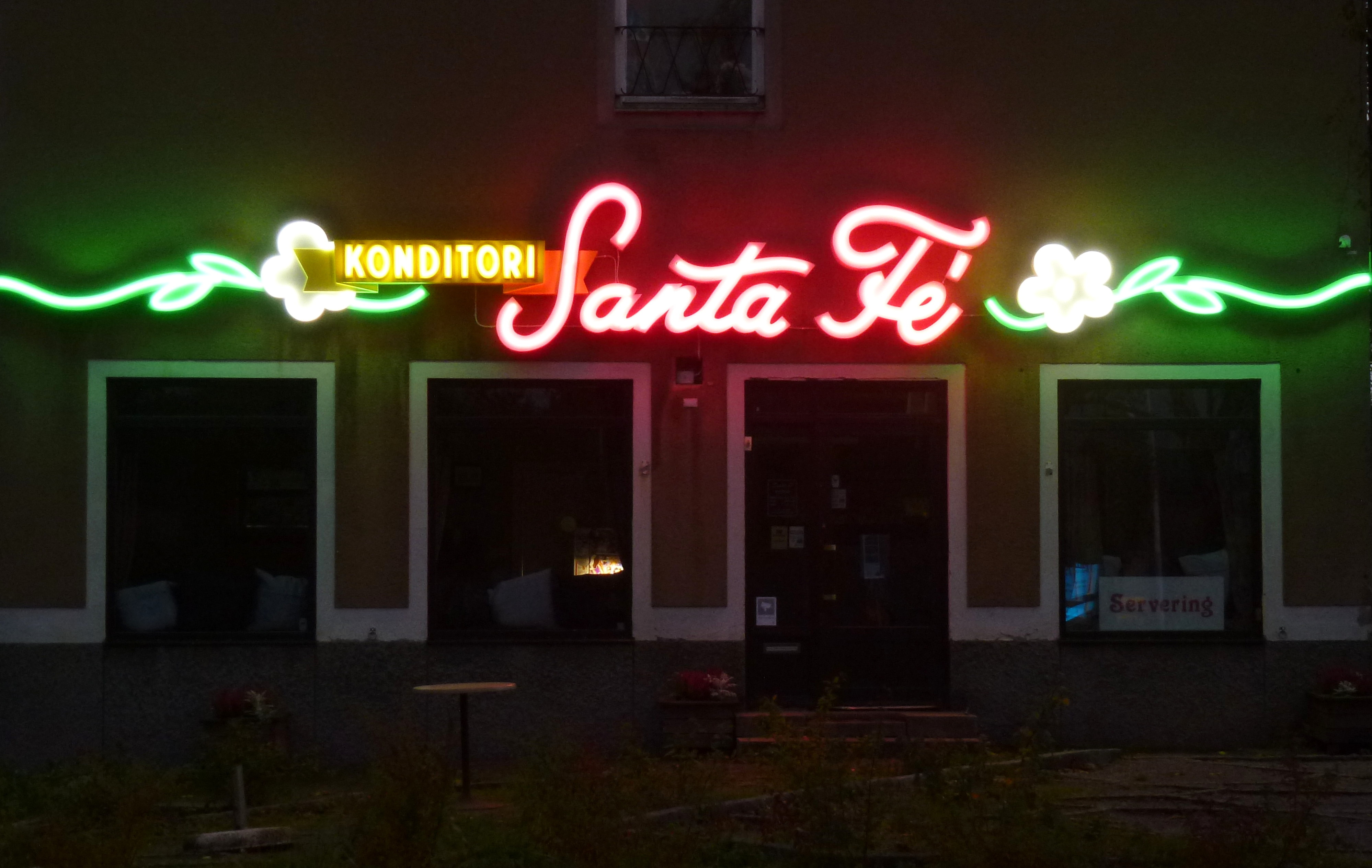
Konditori Santa Fé

År 2014 vann skylten Konditori Santa Fé vid Söderarmsvägen 1 i Kärrtorp.
Motiveringen lyder: 
| ” | Slingrande mjukt ramar neonblomster in Santa Fé, namnet på staden i New Mexico som blev konditori i Kärrtorp 1952. Bokstävernas graciösa former i kursiv gör känslan av denna mix vid Söderarmsvägen 1 till ett stilrent möte mellan nutid och 50-tal. | „ |

Nominerade var:
- "Vår Bod", Ringvägen 129
- "Konditori Santa Fé",  Söderarmsvägen 1 i Kärrtorp
- "POST",  Fridhemsgatan 11 på Kungsholmen

### Lysande skylt år 2015

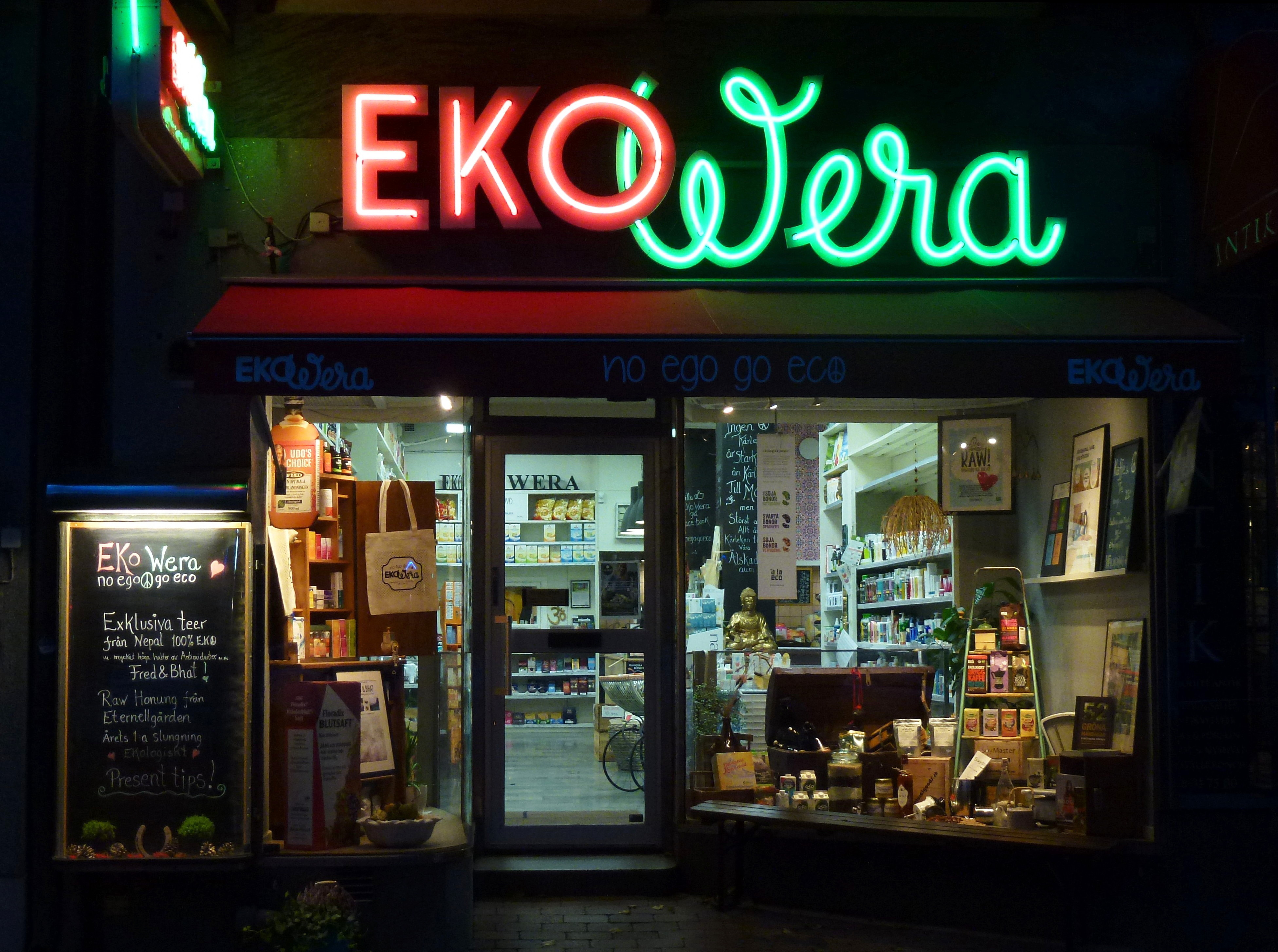
Eko Wera

År 2015 vann skylten Eko Wera vid Odengatan 92.
Motiveringen lyder:
| ” | Genom ett sinnrikt bokstavsbyte bidrar den gamla 50-talsklassikern i röd och grön neon fortfarande till Odengatans kvällsmagi. Sko Wera blev Eko Wera när butikens utbud ändrades från foträt för foten till nyttigt för magen. Skylten är ett lysande exempel på hållbart återbruk. | „ |

Nominerade var:
- "Folksamhusets ljusanordning", Bohusgatan 14
- "Eko Wera",  Odengatan 92
- "Expressen- och Dagens Nyheter-skyltarna", Kornhamnstorg 61

### Lysande skylt år 2016

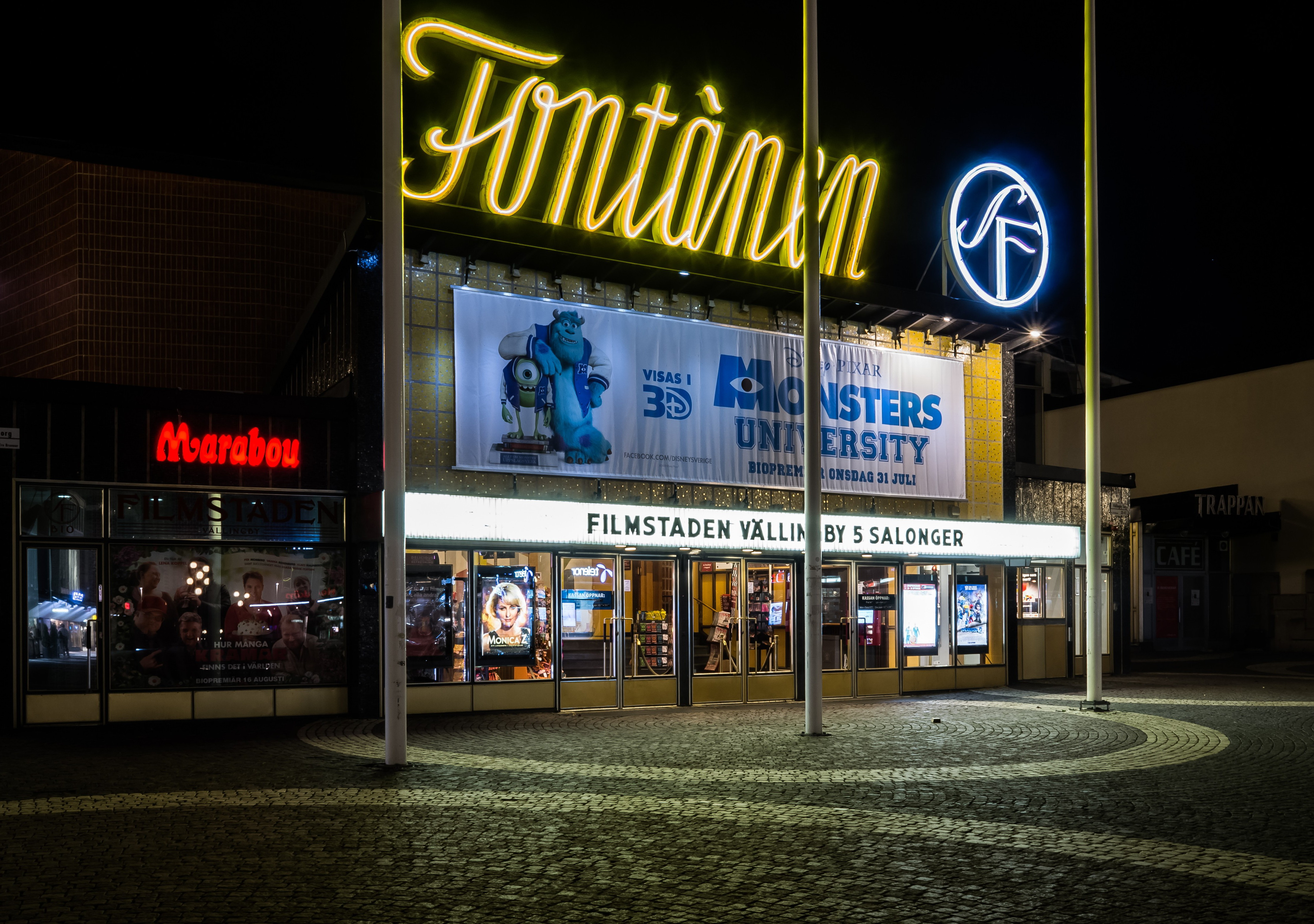
Biograf Fontänen.

År 2016 låg fokus på biografskyltar som vanns av Biograf Fontänen i Vällingby centrum.
Motiveringen lyder:
| ” | Guldgult och vitt lyser Fontänen sedan 1956. Då Fontänen invigdes var ljusskyltens design modern, med skrivstil och bokstäverna o n t ä n e och n djärvt uppdragna till samma höjd som F. Biografen är sedan 2001 ett av Stockholms byggnadsminnen. I år fyller Fontänen 60. | „ |

Nominerade var:
- "Biograf Fontänen", Vällingby centrum
- "Biograf Victoria", Götgatan 67.
- "Biograf Park",  Sturegatan 18.

### Lysande skylt år 2017

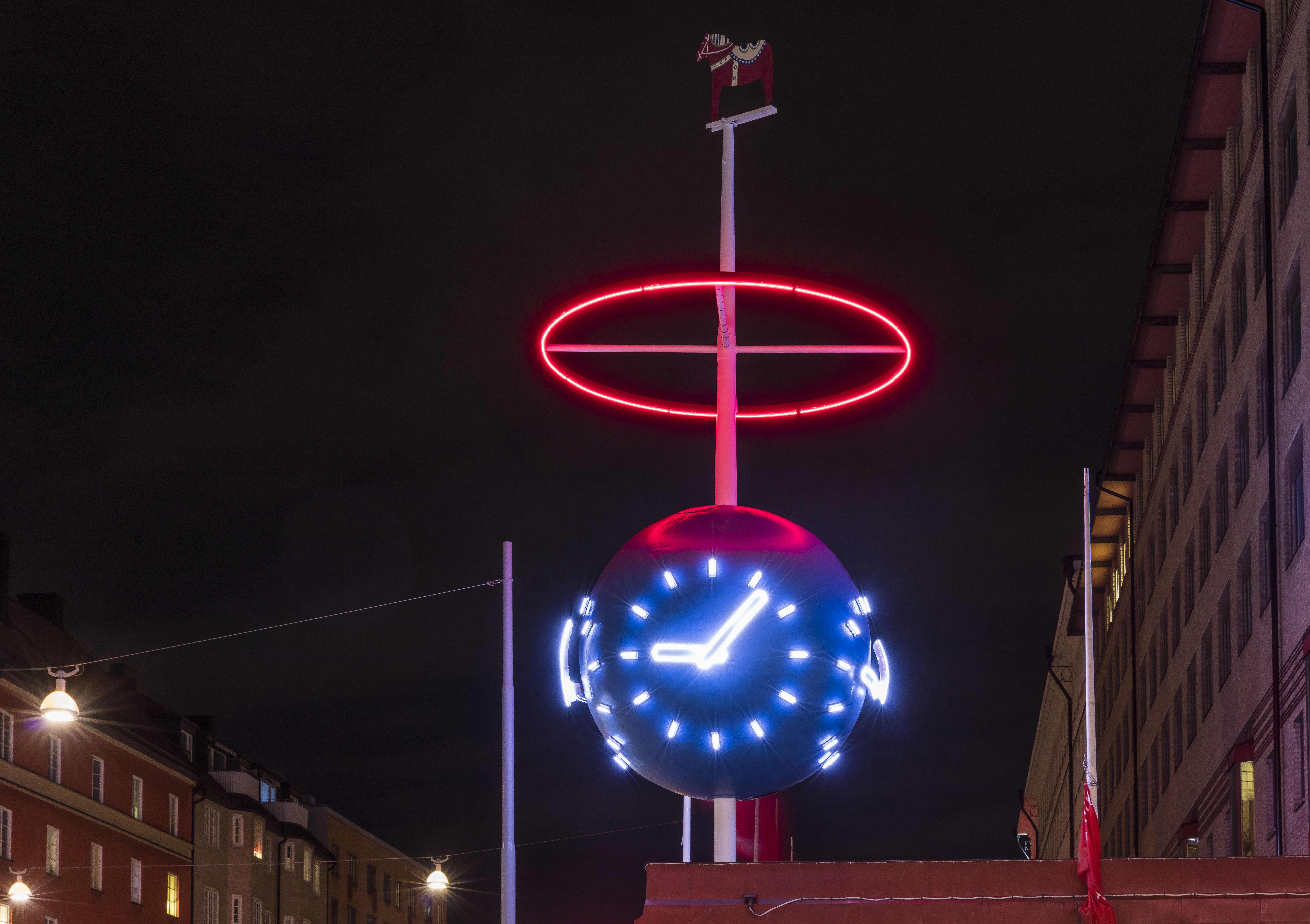
Åhléns tidkula en septemberkväll 2017.

År 2017 arrangerades tävlingen för sista gången. Till vinnaren utsågs Åhléns tidkula på Åhléns Söder.
Motiveringen lyder:
| ” | Åhléns tidkula lyser sedan nyårsafton 1942 upp Skanstull. Den drar blickarna till sig med lysande urtavlor och en neonröd 4,5 meter bred ljusring, toppad med en dalahäst. I december fyller tidkulan 75 år. | „ |

Nominerade var:
- Ringdahl Leg optiker, Flemingatan 36
- Sibyllans Kaffe & Tehandel, Sibyllegatan 35
- Åhléns tidkula, Ringvägen 100